# Stilbophora xanthocephala
Stilbophora xanthocephala är en insektsart som beskrevs av Ernst Friedrich Germar. Stilbophora xanthocephala ingår i släktet Stilbophora och familjen hornstritar. Inga underarter finns listade i Catalogue of Life.